# Brighton Kemptown (circonscription du Parlement britannique)
Circonscription parlementaire de la Chambre des communes
La circonscription de Brighton Kemptown est une circonscription parlementaire britannique. Située dans le Sussex de l'Est, elle couvre une partie de la ville de Brighton.
Cette circonscription a été créée en 1950 à partir de l'ancienne circonscription de Brighton.
Depuis 2024, elle est représentée à la Chambre des communes du Parlement britannique par Chris Ward, du Parti travailliste.

## Members of Parliament
| Élection | Élection | Membre              | Membre | Parti        |
| -------- | -------- | ------------------- | ------ | ------------ |
|          | 1950     | Howard Johnson      |        | Conservateur |
|          | 1959     | David James         |        | Conservateur |
|          | 1964     | Dennis Hobden       |        | Travailliste |
|          | 1970     | Andrew Bowden       |        | Conservateur |
|          | 1997     | Des Turner          |        | Travailliste |
|          | 2010     | Simon Kirby         |        | Conservateur |
|          | 2017     | Lloyd Russell-Moyle |        | Labour Co-op |
|          | 2024     | Chris Ward          |        | Travailliste |

## Élections

### Élections dans les années 2010
| Parti         | Parti                | Candidat             | Voix   | %    | ±    |
| ------------- | -------------------- | -------------------- | ------ | ---- | ---- |
|               | Labour Co-op         | Lloyd Russell-Moyle  | 25,033 | 51,6 | -6.8 |
|               | Conservateur         | Joe Miller           | 16,972 | 35,0 | -3.3 |
|               | Libéral Démocrate    | Ben Thomas           | 2,964  | 6,1  | +3.1 |
|               | Green                | Alexandra Phillips   | 2,237  | 4,6  | N/A  |
|               | Brexit               | Graham Cushway       | 1,327  | 2,7  | N/A  |
| Majorité      | Majorité             | Majorité             | 8,061  | 16,6 | -3.4 |
| Participation | Participation        | Participation        | 48,533 | 69,5 | -3.0 |
|               | Labour Co-op retenir | Labour Co-op retenir | Swing  |      |      |

| Parti         | Parti                                   | Candidat                                | Voix   | %     | ±     |
| ------------- | --------------------------------------- | --------------------------------------- | ------ | ----- | ----- |
|               | Labour Co-op                            | Lloyd Russell-Moyle                     | 28,703 | 58,3  | +19.2 |
|               | Conservateur                            | Simon Kirby                             | 18,835 | 38,3  | -2.4  |
|               | Libéral Démocrate                       | Emily Tester                            | 1,457  | 3,0   | ±0.0  |
|               | Indépendant                             | Doktor Haze                             | 212    | 0,4   | N/A   |
| Majorité      | Majorité                                | Majorité                                | 9,868  | 20,0  | N/A   |
| Participation | Participation                           | Participation                           | 49,207 | 72,5  | +5.7  |
|               | Labour Co-op vainqueur sur Conservateur | Labour Co-op vainqueur sur Conservateur | Swing  | +10.8 |       |

| Parti         | Parti                | Candidat             | Voix   | %    | ±     |
| ------------- | -------------------- | -------------------- | ------ | ---- | ----- |
|               | Conservateur         | Simon Kirby          | 18,428 | 40,7 | +2.7  |
|               | Travailliste         | Nancy Platts         | 17,738 | 39,2 | +4.3  |
|               | UKIP                 | Ian Buchanan         | 4,446  | 9,8  | +6.6  |
|               | Green                | Davy Jones           | 3,187  | 7,0  | +1.6  |
|               | Libéral Démocrate    | Paul Chandler        | 1,365  | 3,0  | −15.0 |
|               | Socialiste (GB)      | Jacqueline Shodeke   | 73     | 0,2  | N/A   |
|               | Indépendant          | Matthew Taylor       | 69     | 0,2  | N/A   |
| Majorité      | Majorité             | Majorité             | 690    | 1,5  | −1.6  |
| Participation | Participation        | Participation        | 45,306 | 66,8 | +2.1  |
|               | Conservateur retenir | Conservateur retenir | Swing  | -0.8 |       |

| Parti         | Parti                                   | Candidat                                | Voix   | %    | ±    |
| ------------- | --------------------------------------- | --------------------------------------- | ------ | ---- | ---- |
|               | Conservateur                            | Simon Kirby                             | 16,217 | 38,0 | +5.0 |
|               | Labour Co-op                            | Simon Burgess                           | 14,889 | 34,9 | −5.0 |
|               | Libéral Démocrate                       | Juliet Williams                         | 7,691  | 18,0 | +1.5 |
|               | Green                                   | Ben Duncan                              | 2,330  | 5,5  | −1.5 |
|               | UKIP                                    | James Chamberlain-Webber                | 1,384  | 3,2  | +1.3 |
|               | TUSC                                    | Dave Hill                               | 194    | 0,5  |      |
| Majorité      | Majorité                                | Majorité                                | 1,328  | 3,1  |      |
| Participation | Participation                           | Participation                           | 42,705 | 64,7 | +4.5 |
|               | Conservateur vainqueur sur Travailliste | Conservateur vainqueur sur Travailliste | Swing  | +5.0 |      |

### Élections dans les années 2000
| Parti         | Parti                   | Candidat                 | Voix   | %    | ±    |
| ------------- | ----------------------- | ------------------------ | ------ | ---- | ---- |
|               | Travailliste            | Des Turner               | 15,858 | 39,9 | −7.9 |
|               | Conservateur            | Judith Symes             | 13,121 | 33,0 | −2.3 |
|               | Libéral Démocrate       | Marina Pepper            | 6,560  | 16,5 | +6.1 |
|               | Green                   | Simon Williams           | 2,800  | 7,0  | +3.7 |
|               | UKIP                    | James Chamberlain-Webber | 758    | 1,9  | +0.5 |
|               | Peace                   | Caroline O'Reilly        | 172    | 0,4  | +0.4 |
|               | Socialiste Travailliste | John McLeod              | 163    | 0,4  | −0.5 |
|               | Indépendant             | Elaine Cooke             | 127    | 0,3  | +0.3 |
|               | Socialiste Alternative  | Phil Clarke              | 113    | 0,3  | +0.3 |
|               | Indépendant             | Gene Dobbs               | 47     | 0,1  | +0.1 |
| Majorité      | Majorité                | Majorité                 | 2,737  | 6,9  |      |
| Participation | Participation           | Participation            | 39,719 | 60,2 | 2.6  |
|               | Travailliste retenir    | Travailliste retenir     | Swing  | −2.8 |      |

| Parti         | Parti                   | Candidat                 | Voix   | %    | ±     |
| ------------- | ----------------------- | ------------------------ | ------ | ---- | ----- |
|               | Travailliste            | Des Turner               | 18,745 | 47,8 | +1.3  |
|               | Conservateur            | Geoffrey Theobald        | 13,823 | 35,3 | −3.6  |
|               | Libéral Démocrate       | Janet Marshall           | 4,064  | 10,4 | +0.7  |
|               | Green                   | Barney Miller            | 1,290  | 3,3  | N/A   |
|               | UKIP                    | James Chamberlain-Webber | 543    | 1,4  | N/A   |
|               | Socialiste Travailliste | John McLeod              | 364    | 0,9  | +0.2  |
|               | Free Party              | Dave Dobbs               | 227    | 0,6  | N/A   |
|               | ProLife Alliance        | Elaine Cooke             | 147    | 0,4  | N/A   |
| Majorité      | Majorité                | Majorité                 | 4,922  | 12,6 |       |
| Participation | Participation           | Participation            | 39,203 | 57,6 | −13.0 |
|               | Travailliste retenir    | Travailliste retenir     | Swing  |      |       |

### Élections dans les années 1990
| Parti         | Parti                                   | Candidat                                | Voix   | %    | ±     |
| ------------- | --------------------------------------- | --------------------------------------- | ------ | ---- | ----- |
|               | Travailliste                            | Des Turner                              | 21,479 | 46,6 | +14.0 |
|               | Conservateur                            | Andrew Bowden                           | 17,945 | 38,9 | −13.9 |
|               | Libéral Démocrate                       | Clive Gray                              | 4,478  | 9,7  | −4.2  |
|               | Référendum                              | David Inman                             | 1,526  | 3,3  | N/A   |
|               | Socialiste Travailliste                 | Hannah Williams                         | 316    | 0,7  | N/A   |
|               | Natural Law                             | Jeremy Bowler                           | 172    | 0,4  | −0.1  |
|               | Monster Raving Loony                    | Lorrie Newman                           | 123    | 0,3  | N/A   |
|               | Rainbow Dream Ticket                    | Richard Darlow                          | 93     | 0,2  | N/A   |
| Majorité      | Majorité                                | Majorité                                | 3,534  | 7,7  |       |
| Participation | Participation                           | Participation                           | 46,132 | 70,6 |       |
|               | Travailliste vainqueur sur Conservateur | Travailliste vainqueur sur Conservateur | Swing  | 14.0 |       |

| Parti         | Parti                | Candidat             | Voix   | %    | ±     |
| ------------- | -------------------- | -------------------- | ------ | ---- | ----- |
|               | Conservateur         | Andrew Bowden        | 21,129 | 48,1 | −5.4  |
|               | Travailliste         | Gill O. Haynes       | 18,073 | 41,2 | +8.3  |
|               | Libéral Démocrate    | Paul D. Scott        | 4,461  | 10,2 | −3.4  |
|               | Natural Law          | Elizabeth J. Overall | 230    | 0,5  | N/A   |
| Majorité      | Majorité             | Majorité             | 3,056  | 7,0  | −13.7 |
| Participation | Participation        | Participation        | 43,893 | 76,1 | +1.7  |
|               | Conservateur retenir | Conservateur retenir | Swing  | −6.8 |       |

### Élections dans les années 1980
| Parti         | Parti                | Candidat             | Voix   | %    | ± |
| ------------- | -------------------- | -------------------- | ------ | ---- | - |
|               | Conservateur         | Andrew Bowden        | 24,031 | 53,5 |   |
|               | Travailliste         | Steve Bassam         | 14,771 | 32,9 |   |
|               | Liberal              | Chris Berry          | 6,080  | 13,6 |   |
| Majorité      | Majorité             | Majorité             | 9,260  | 20,6 |   |
| Participation | Participation        | Participation        | 44,882 | 74,5 |   |
|               | Conservateur retenir | Conservateur retenir | Swing  |      |   |

| Parti         | Parti                | Candidat             | Voix   | %    | ± |
| ------------- | -------------------- | -------------------- | ------ | ---- | - |
|               | Conservateur         | Andrew Bowden        | 22,265 | 51,1 |   |
|               | Travailliste         | R. Fitch             | 12,887 | 29,6 |   |
|               | Social Démocratique  | D. T. Burke          | 8,098  | 18,6 |   |
|               | National Front       | Ted Budden           | 290    | 0,7  |   |
| Majorité      | Majorité             | Majorité             | 9,378  | 21,5 |   |
| Participation | Participation        | Participation        | 43,540 | 71,5 |   |
|               | Conservateur retenir | Conservateur retenir | Swing  |      |   |

### Élections dans les années 1970
| Parti         | Parti                | Candidat             | Voix   | %    | ± |
| ------------- | -------------------- | -------------------- | ------ | ---- | - |
|               | Conservateur         | Andrew Bowden        | 25,512 | 53,6 |   |
|               | Travailliste         | Quintin Barry        | 17,504 | 36,8 |   |
|               | Liberal              | S. Osbourne          | 8,098  | 8,8  |   |
|               | National Front       | Valerie Tyndall      | 404    | 0,8  |   |
| Majorité      | Majorité             | Majorité             | 8,008  | 16,8 |   |
| Participation | Participation        | Participation        | 47,599 | 74,2 |   |
|               | Conservateur retenir | Conservateur retenir | Swing  |      |   |

| Parti         | Parti                           | Candidat             | Voix   | %    | ± |
| ------------- | ------------------------------- | -------------------- | ------ | ---- | - |
|               | Conservateur                    | Andrew Bowden        | 21,725 | 45,9 |   |
|               | Travailliste                    | Dennis Hobden        | 19,060 | 40,3 |   |
|               | Liberal                         | S. Osbourne          | 6,214  | 13,1 |   |
|               | English National                | Harvey Holford       | 155    | 0,3  |   |
|               | Marxiste-Léniniste (Angleterre) | J. Buckle            | 125    | 0,3  |   |
|               | Indépendant                     | Brian Ralfe          | 47     | 0,1  |   |
| Majorité      | Majorité                        | Majorité             | 2,665  | 5,6  |   |
| Participation | Participation                   | Participation        | 47,326 | 72,3 |   |
|               | Conservateur retenir            | Conservateur retenir | Swing  |      |   |

| Parti         | Parti                           | Candidat             | Voix   | %    | ± |
| ------------- | ------------------------------- | -------------------- | ------ | ---- | - |
|               | Conservateur                    | Andrew Bowden        | 23,504 | 46,0 |   |
|               | Travailliste                    | Dennis Hobden        | 19,484 | 38,1 |   |
|               | Liberal                         | D. Hall              | 7,954  | 15,6 |   |
|               | Marxiste-Léniniste (Angleterre) | J. Buckle            | 170    | 0,3  |   |
| Majorité      | Majorité                        | Majorité             | 4,020  | 7,9  |   |
| Participation | Participation                   | Participation        | 51,112 | 78,8 |   |
|               | Conservateur retenir            | Conservateur retenir | Swing  |      |   |

| Parti         | Parti                                   | Candidat                                | Voix   | %    | ± |
| ------------- | --------------------------------------- | --------------------------------------- | ------ | ---- | - |
|               | Conservateur                            | Andrew Bowden                           | 24,208 | 49,3 |   |
|               | Travailliste                            | Dennis Hobden                           | 21,105 | 42,9 |   |
|               | Liberal                                 | Oliver Moxon                            | 3,833  | 7,8  |   |
| Majorité      | Majorité                                | Majorité                                | 3,103  | 6,3  |   |
| Participation | Participation                           | Participation                           | 49,146 | 75,0 |   |
|               | Conservateur vainqueur sur Travailliste | Conservateur vainqueur sur Travailliste | Swing  |      |   |

### Élections dans les années 1960
| Parti         | Parti                | Candidat             | Voix   | %    | ± |
| ------------- | -------------------- | -------------------- | ------ | ---- | - |
|               | Travailliste         | Dennis Hobden        | 24,936 | 50,8 |   |
|               | Conservateur         | Andrew Bowden        | 24,105 | 49,2 |   |
| Majorité      | Majorité             | Majorité             | 831    | 1,7  |   |
| Participation | Participation        | Participation        | 49,041 | 80,1 |   |
|               | Travailliste retenir | Travailliste retenir | Swing  |      |   |

| Parti         | Parti                                   | Candidat                                | Voix   | %    | ±          |
| ------------- | --------------------------------------- | --------------------------------------- | ------ | ---- | ---------- |
|               | Travailliste                            | Dennis Hobden                           | 22,308 | 50,0 |            |
|               | Conservateur                            | David James                             | 22,301 | 50,0 |            |
| Majorité      | Majorité                                | Majorité                                | 7      | 0,0  |            |
| Participation | Participation                           | Participation                           | 44,609 | 72,2 | 6 recounts |
|               | Travailliste vainqueur sur Conservateur | Travailliste vainqueur sur Conservateur | Swing  |      |            |

### Élections dans les années 1950
| Parti         | Parti                | Candidat             | Voix   | %    | ± |
| ------------- | -------------------- | -------------------- | ------ | ---- | - |
|               | Conservateur         | David James          | 25,411 | 56,4 |   |
|               | Travailliste         | Lewis Cohen          | 19,665 | 43,6 |   |
| Majorité      | Majorité             | Majorité             | 5,746  | 12,8 |   |
| Participation | Participation        | Participation        | 45,076 | 73,8 |   |
|               | Conservateur retenir | Conservateur retenir | Swing  |      |   |

| Parti         | Parti                | Candidat             | Voix   | %    | ± |
| ------------- | -------------------- | -------------------- | ------ | ---- | - |
|               | Conservateur         | Howard Johnson       | 23,142 | 56,4 |   |
|               | Travailliste         | Lewis Cohen          | 17,885 | 43,6 |   |
| Majorité      | Majorité             | Majorité             | 5,257  | 12,8 |   |
| Participation | Participation        | Participation        | 41,027 | 70,0 |   |
|               | Conservateur retenir | Conservateur retenir | Swing  |      |   |

| Parti         | Parti                | Candidat             | Voix   | %    | ± |
| ------------- | -------------------- | -------------------- | ------ | ---- | - |
|               | Conservateur         | Howard Johnson       | 25,923 | 55,6 |   |
|               | Travailliste         | Lewis Cohen          | 20,726 | 44,4 |   |
| Majorité      | Majorité             | Majorité             | 5,197  | 11,1 |   |
| Participation | Participation        | Participation        | 46,649 | 77,1 |   |
|               | Conservateur retenir | Conservateur retenir | Swing  |      |   |

| Parti         | Parti                | Candidat               | Voix   | %    | ±   |
| ------------- | -------------------- | ---------------------- | ------ | ---- | --- |
|               | Conservateur         | Howard Johnson         | 22,431 | 48,8 | N/A |
|               | Travailliste         | Joseph Huddart         | 19,430 | 42,3 | N/A |
|               | Liberal              | Robert Michael Buckley | 4,073  | 8,9  | N/A |
| Majorité      | Majorité             | Majorité               | 3,001  | 6,5  | N/A |
| Participation | Participation        | Participation          |        | 78,0 | N/A |
|               | Conservateur retenir | Conservateur retenir   | Swing  | N/A  |     |

## Sources
- Résultats élections, 2005 (BBC)
- Résultats élections, 1997 – 2001 (BBC)
- Résultats élections, 1997 – 2001 (Election Demon)
- Résultats élections, 1983 – 1992 (Election Demon)
- Résultats élections, 1992 – 2005 (Guardian)
- Résultats élections, 1951 – 2001 (Keele University)